# Illa de les Llums

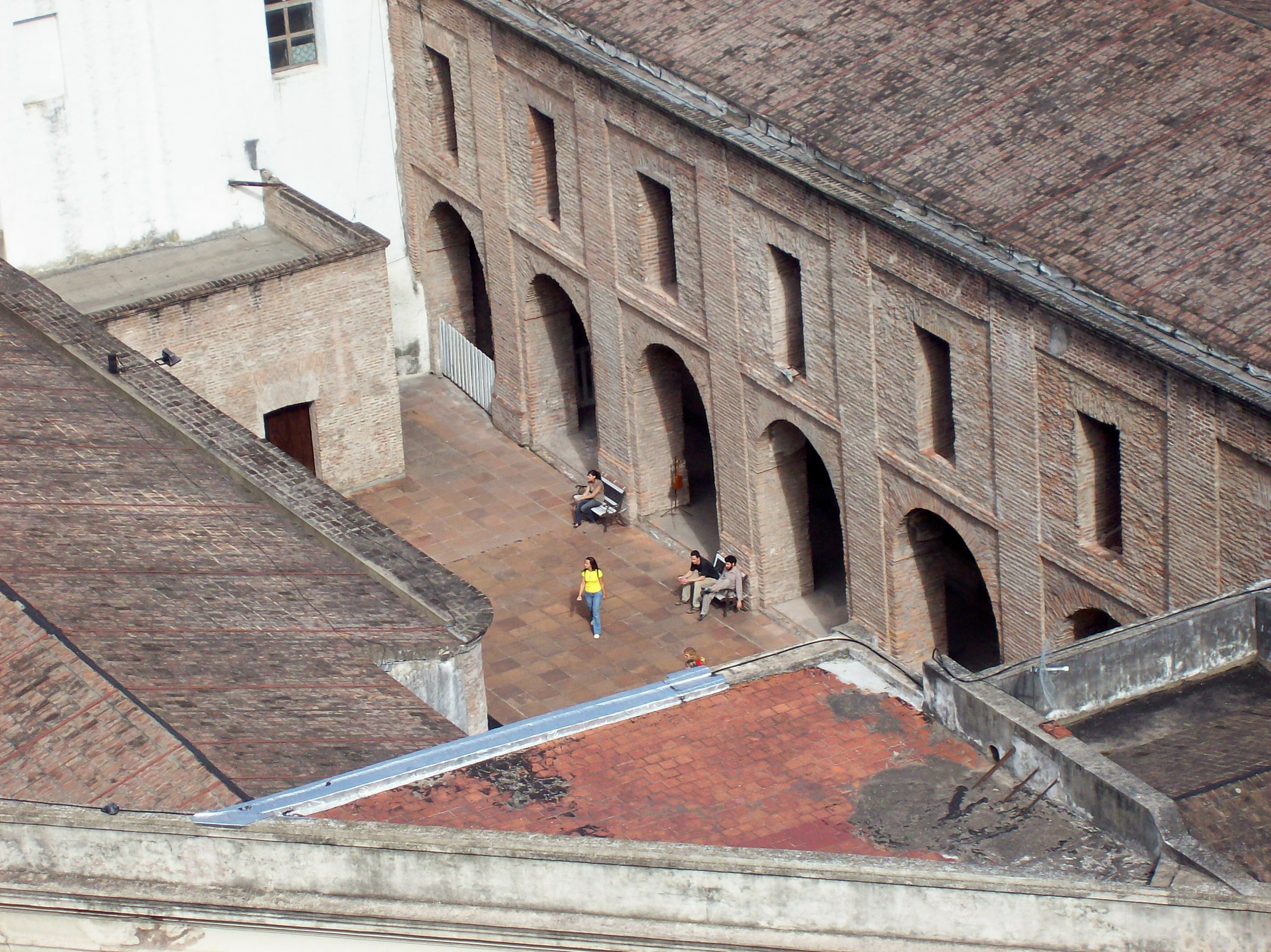
Illa de les Llums: vista del seu pati interior

L'Illa de les Llums (Manzana de las Luces en castellà) és una illa històrica de la Ciutat Autònoma de Buenos Aires, que es troba envoltada pels carrers Bolívar, Moreno, Alsina, Avinguda Juliol A. Roca (Diagonal Sud) i Perú (aquesta última continuació de la per als vianants carrer Florida). En ella estan situats el Col·legi Nacional de Buenos Aires, l'Església de San Ignacio, l'antic edifici de la Universitat de Buenos Aires i altres edificis històrics. Ha estat batejada d'eixa forma pel periòdic El Argos l'1 de setembre de 1821, a causa de les institucions intel·lectuals que allí es trobaven instal·lades.

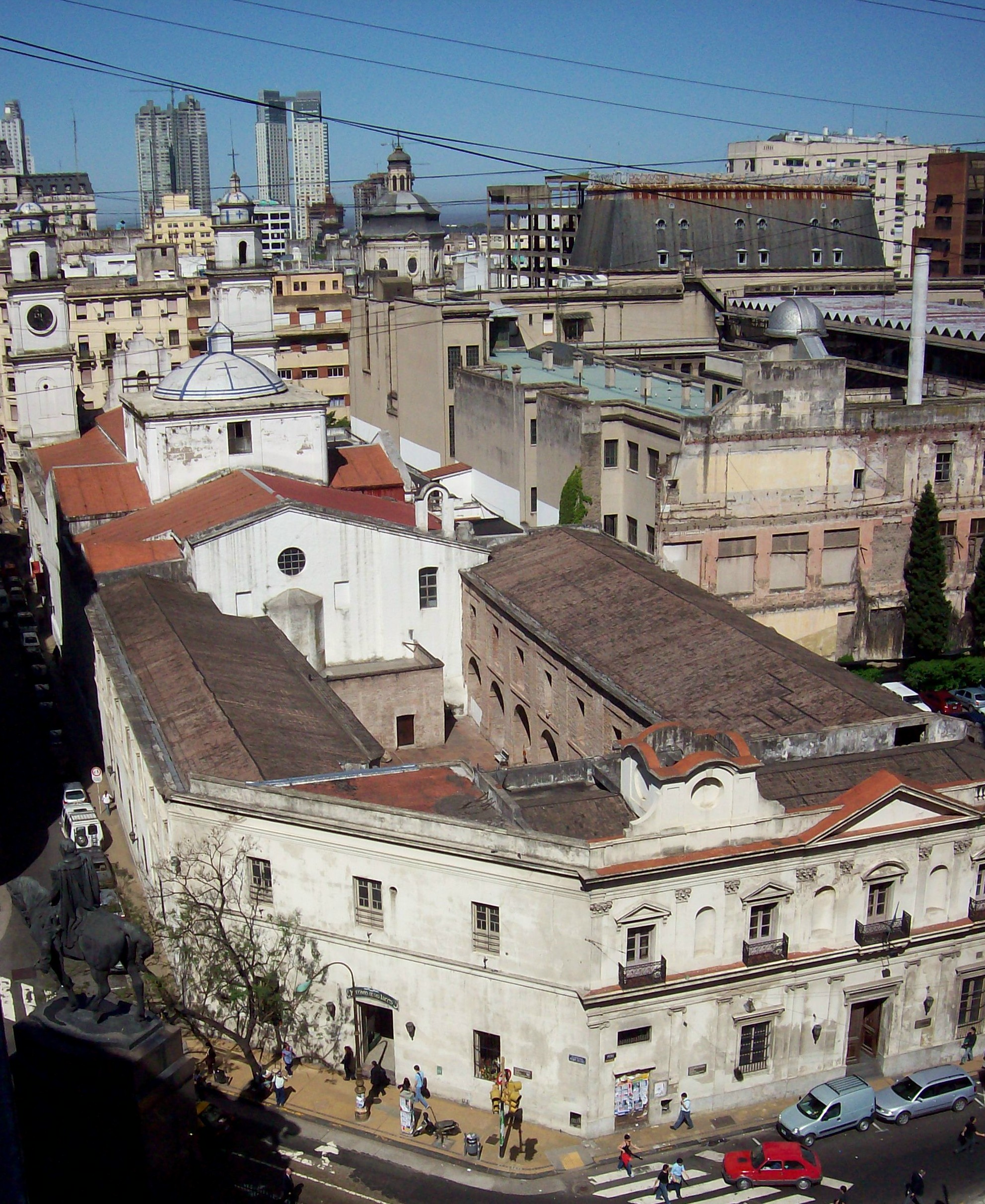
Illa de les Llums

En 1942 foren designats com Monument Històric l'Església de San Ignacio i la Sala de l'Antiga Junta de Representants. En 1943, el Col·legi Nacional de Buenos Aires fou designat Lloc Històric. En 1981 la designació de Monument Històric es va estendre a les ex-Procaduries Jesuítiques (Perú 272 i Alsina) i a les ex-Residències Jesuítiques (Perú 272/94 i Moreno). En eixe mateix any, tot el conjunt comprès entre els carrers Moreno, Perú, Alsina i Bolívar va ser declarat Lloc Històric.